# Asplenium macdonelli
Asplenium macdonelli là một loài dương xỉ trong họ Aspleniaceae. Loài này được Bedd. mô tả khoa học đầu tiên năm 1889.
Danh pháp khoa học của loài này chưa được làm sáng tỏ. 